# Сіра акула борнеоська
Сіра акула борнеоська (Carcharhinus borneensis) — акула з роду Сіра акула родини сірі акули. Інша назва «чайна сіра акула».

## Опис
Загальна довжина досягає 65 см. Голова середнього розміру. Морда довга, загострена. Очі відносно великі, круглі з мигальною перетинкою. Ніздрі щілиноподібні, косі, у них є чітко виражені ніздряні канавки й носові клапани. Рот помірно великий, серпеподібний. В його кутах присутні нечіткі борозни. На верхній губі — розширені пори, чим відрізняється від інших сірих акул, що такі пори не мають. На верхній щелепі присутні 25-26 зубів у передньому рядку, на нижній — 23-25 вузьких, іклоподібних та зігнутих зубів. Зуби на нижній щелепі дрібніше та тонше, ніж на верхній. У неї 5 пар зябрових щілин помірно довгих. Тулуб стрункий, веретеноподібний. Осьовий скелет нараховує 118–121 хребців. Грудні плавці короткі, серпоподібні з гострими кінчиками. Має 2 спинних плавця. Відсутнє між ними хребтоподібне узвишшя, що характерно для багатьох сірих акул. Передній спинний плавець великий, трикутний, з округлою верхівкою, значно більше за задній спинний плавець. Задня крайка переднього спинного плавця хвиляста. Передній розташовано трохи позаду грудних плавців. Задній спинний плавець розташовано позаду анального плавця. Черевні плавці мають трикутну форму, з майже прямими задніми крайками. Хвостовий плавець гетероцеркальний, з дуже розвиненою верхньою лопаттю з «вимпелом». На ньому з нижнього боку присутній виріз.
Забарвлення спини сіре або синьо-сіре, іноді з коричнюватим відливом. Черево білого або попелясто-білого кольору. Кінчики спинних плавців та кінчик верхньої лопаті хвостового плавця має темні плями. Задня крайка верхньої лопаті світліше за спину. З боків присутня ледь помітна світла поздовжня смуга.

## Спосіб життя
Тримається у прибережних водах, мілини, невеличких лагун та заток. Живиться дрібними костистими рибами, невеликими донними безхребетними та головоногими молюсками.
Статева зрілість у самців настає при розмірах 55-58 см, самиць — 60-61 см. Це живородна акула. Самиця народжує 6 акуленят завдовжки 23-27 см.

## Розповсюдження
Мешкає в акваторії островів Ява та Борнео (Каліманта), біля Філіппін. Також деякі особини зустрічалися біля острова Чжоушань (КНР). Проте ареал неоднорідний — переважно біля північного та західного Борнео (від гирла річки Муках та уздовж області Саравак).